# عبد الرحمن بن إبراهيم الفوزان
- د. عبد الرحمن بن إبراهيم الفوزان (ولد 1 يونيو 1967) هو أكاديمي وباحث سعودي متخصص في اللغويات التطبيقية وتعليم اللغة العربية لغير الناطقين بها، يعمل أستاذًا مشاركًا في معهد اللغويات العربية بجامعة الملك سعود، ويُشرف علميًا على مشروع "العربية للجميع" ويشغل عضوية العديد من لجان تطوير المناهج المحلية والدولية المتعلقة بتعليم العربية لغير الناطقين بها.[1][2]

## النشأة والتعليم
ولد عبد الرحمن بن إبراهيم الفوزان في الرياض عام 1967م (1387هـ)، ونشأ في بيئة أسرية تهتم بالعلم والقراءة، مما شجعه على حب اللغة العربية ودراستها. تلقى تعليمه الابتدائي في مدرسة عين الصوينع الابتدائية عام 1386هـ/1966م، ثم واصل تعليمه في معهد شقراء العلمي وحصل على شهادة متوسطة عام 1389هـ/1969م، وأكمل دراسته الثانوية في معهد الرياض العلمي عام 1391هـ/1971م.
التحق بجامعة الإمام محمد بن سعود الإسلامية، ونال **بكالوريوسًا في اللغة العربية وآدابها** عام 1395هـ/1975م بمرتبة امتياز مع مرتبة الشرف. بعد ذلك، حصل على **درجة الماجستير في علم اللغة التطبيقي** من **جامعة إنديانا (بلومنجتون)** عام 1406هـ/1986م بأطروحة بعنوان «دور المدخل الصوتي في تعليم العربية لغير الناطقين بها». ثم أكمل **درجة الدكتوراه في صوتيات اللغة العربية** من **جامعة غلاسكو** في المملكة المتحدة عام 1410هـ/1990م بأطروحة «الفروقات الصوتية بين اللهجات العربية وتأثيرها على المتعلم غير الناطق بالعربية».

## المسيرة الأكاديمية والمهنية
بدأ الدكتور عبد الرحمن الفوزان مسيرته الأكاديمية معيدًا في معهد الرياض العلمي عام 1997م، حيث درس النحو والصوتيات حتى عام 2001م، ثم انتقل إلى معهد اللغويات العربية بجامعة الملك سعود. هناك تقلَّد مناصب أكاديمية متدرجة، فشغل وظائف المعيد ومدرس مساعد ومدرس، قبل أن يُعيَّن أستاذًا مساعدًا في عام 2013م، ثم أستاذًا مشاركًا اعتبارًا من عام 2017م.
إداريًا، تولى رئاسة قسم إعداد المعلمين بين 2010 و2013م، ثم قاد قسم اللغة والثقافة من 2014 إلى 2016م، كما شغل منصب رائد النشاط الثقافي (2016–2018م) ومنسق لجنة طلاب المنح (2017–2019م)، إضافة إلى عضويته الدائمة في لجان الجودة وتطوير المناهج.
مثل الجامعة في وفود علمية إلى روسيا (2007م)، وجزر القمر (2011م)، وتشاد (2015م)، وماليزيا (2018م)، فضلاً عن إشرافه الأكاديمي على أكثر من 30 رسالة ماجستير ودكتوراه في تخصصي اللغويات التطبيقية والصوتيات.

## الإسهامات العلمية والمناهج التعليمية
قدّم الدكتور الفوزان إسهامات نوعية أثرت بعمق في مجال تعليم اللغة العربية لغير الناطقين بها:
من ناحية تأليف المناهج التعليمية، فقد ألّف لمتعلمي الكبار سلسلة **"العربية بين يديك"** وأشرف عليها. تتكون السلسلة من أربعة مستويات تعليمية في ثمانية كتب للطالب؛ كتابان لكل مستوىً، وأربعة كتب للمعلم.
تُدرّس هذه السلسلة منذ عام 2002م في عدة مؤسسات تعليمية. لقد استفاد منها عددٌ كبير من الطلاب حول العالم، يُقدّر بالملايين. كما أصبحت مرجعًا أساسيًا في برامج إعداد المعلمين في عدد من الجامعات.
أما ما يخص الصغار، فقد طوّر د. عبد الرحمن بن إبراهيم الفوزان سلسلة **"العربية بين يدي أولادنا"** للفئة العمرية من 6 إلى 18 سنة. تتألف السلسلة من 12 كتابًا للطالب إضافة إلى 12 كتابًا للمعلم. تدمج السلسلة الوسائط الرقمية والتسجيلات الصوتية التفاعلية لتعزيز مهارات الاستماع والنطق. كما تم إعدادها لتدريس العربية الفصحى باستخدام أحدث مناهج التعليم.
وعلى صعيد المراجع التخصصية، أصدر الفوزان عدة مؤلفات، أبرزها:
·    المعجم العربي بين يديك: معجم عربي–عربي يضم أكثر من ألفي مدخل لغوي مشروح بطرائق مبسطة للمتعلمين.
·    إضاءات لمعلمي العربية لغير الناطقين بها :دليل تربوي وإستراتيجي لتنمية مهارات المعلم.
·    تدريس أصوات اللغة العربية وتدريبات عليها (2016): مرجع متقدم يضم أكثر من 100 تمرين تطبيقي لأصوات اللغة الفصحى.
من ناحية الأبحاث، نشر الدكتور عبد الرحمن أكثر من 20 ورقة بحثية في عدد من المجلات المحكمة عربيا وأجنبيا، تناولت موضوعات مختلفة مثل: «تعليم القرآن الكريم تدبّراً لغير الناطقين بالعربية»، و«الكفاية الاتصالية في مناهج العربية»، و«دور المدخل الصوتي في تيسير تعلم العربية»، وقد استُشهد بهذه الأبحاث في دراسات بمركز CNRS الفرنسي وجامعة أكسفورد.

## العضويات واللجان
- يشغل الدكتور عبد الرحمن بن إبراهيم الفوزان عددًا من العضويات والمسؤوليات الأكاديمية التي تعكس خبرته ومكانته في مجال تعليم اللغة العربية لغير الناطقين بها:
  - عضو مجلس إدارة مؤسسة "العربية للجميع"، ويُشرف علميًّا على استراتيجيات التدريب وتطوير المحتوى التعليمي.[12]
  - عضو لجنة تطوير مناهج تعليم العربية في رابطة العالم الإسلامي، مسهمًا في صياغة المعايير التعليمية ومواكبة أحدث الدراسات في اللغويات التطبيقية.[13]
  - عضو هيئة تحرير مجلة "اللغة العربية التطبيقية"، حيث يشارك في مراجعة الأبحاث العلمية وضمان جودتها الأكاديمية.[13]
  - المشرف العلمي على لجان التحكيم في الجوائز الأكاديمية والمؤتمرات الدولية.[13]

## الجوائز والتكريمات
- **جائزة أفضل منهج تعليمي** – جامعة الملك سعود، 2017م[14].
- **شهادة تقدير** – منظمة التعاون الإسلامي، 2019م[15].
- **وسام التميز الأكاديمي** – رابطة العالم الإسلامي، 2020م.
- **جائزة الباحث المتميز** – جامعة الأزهر، 2018م.
- **درع التقدير** – جامعة الملك سعود، 2021م.

## وصلات خارجية
- العربية بين يديك – Internet Archive
- العربية للجميع – الموقع الرسمي